# ジョニー・レオタ
ジョニー・レオタ（Johnny Leota、1984年1月21日 - ）は、サモアのラグビーユニオン指導者。プレミアシップセール・シャークスのU18コーチを務めている。

## プロフィール
- ニュージーランド・パーマストンノース出身[1]。
- 現役時代のポジションはセンター(CTB)。
- 身長 183cm、体重 104kg
- 妻のリアーナはネットボールの選手[2]。
- サモア代表通算キャップ数は20でラグビーワールドカップ2011・ラグビーワールドカップ2015のサモア代表に選ばれた[3]。

## 略歴
マナワツ、オタゴ、ハイランダーズを経て、2011年、セール・シャークスに加入。
2019年、現役を引退した。